# De reis naar de maan
De reis naar de maan is een boek van de Franse auteur Jules Verne, bestaande uit twee van zijn sciencefictionverhalen in één band uitgegeven:
- Van de aarde naar de maan
- De reis om de maan

## Inhoud
Enige tijd na de Amerikaanse Burgeroorlog organiseert een Amerikaan de bouw van een enorm kanon om een projectiel naar de maan te schieten. Een excentrieke Fransman wil mee, waarop het projectiel wordt aangepast voor een bemande vlucht. De organisator en een andere Amerikaan besluiten ook mee te gaan, hoewel de mogelijkheid om te ademen op de maan twijfelachtig is, en niet voorzien is in terugkeer naar de aarde. Ongepland wordt het een vrije-terugkeervlucht om de maan, waarna ze veilig op aarde landen.